# Klasa okręgowa (grupa gorzowska)
Klasa okręgowa, grupa gorzowska – jedna z 2 grup klasy okręgowej na terenie województwa lubuskiego, która jest rozgrywkami szóstego poziomu ligowego piłki nożnej mężczyzn w Polsce, stanowiąca pośredni szczebel rozgrywkowy między IV ligą a klasą A. 
Zmagania w jej ramach toczą się cyklicznie systemem kołowym. Zwycięzcy grupy uzyskują awans do IV ligi, gr. lubuskiej zaś najsłabsze zespoły relegowane są do poszczególnych grup klasy A. Organizatorem rozgrywek jest Lubuski Związek Piłki Nożnej (Lubuski ZPN).

## Zwycięzcy i drużyny awansujące
| Sezon     | Zwycięzca grupy                  | Pozostałe drużyny awansujące               | Źródło |
| --------- | -------------------------------- | ------------------------------------------ | ------ |
| 2024/2025 | Róża Różanki                     | Łucznik Strzelce Krajeńskie                | [ 1 ]  |
| 2023/2024 | KS Stilon II Gorzów Wielkopolski | Czarni Witnica                             | [ 2 ]  |
| 2022/2023 | Warta II Gorzów Wielkopolski     | Stal Sulęcin                               | [ 3 ]  |
| 2021/2022 | Lubuszanin Drezdenko             | Pogoń Skwierzyna                           | [ 4 ]  |
| 2020/2021 | Budowlani Murzynowo              | Celuloza Kostrzyn nad Odrą                 | [ 5 ]  |
| 2019/2020 | Czarni Witnica                   | Stal Sulęcin                               | [ 6 ]  |
| 2018/2019 | Meprozet Stare Kurowo            | Pogoń Skwierzyna                           | [ 7 ]  |
| 2017/2018 | Polonia Słubice                  | brak                                       | [ 8 ]  |
| 2016/2017 | Warta Gorzów Wielkopolski        | brak                                       | [ 9 ]  |
| 2015/2016 | Odra Górzyca                     | Meprozet Stare Kurowo                      | [ 10 ] |
| 2014/2015 | Kasztelania Santok               | brak                                       | [ 11 ] |
| 2013/2014 | Zjednoczeni Przytoczna           | Stal Sulęcin                               | [ 12 ] |
| 2012/2013 | Warta Słońsk                     | Meprozet Stare Kurowo                      | [ 13 ] |
| 2011/2012 | Lubuszanin Drezdenko             | brak                                       | [ 14 ] |
| 2010/2011 | Meprozet Stare Kurowo            | KS Nowiny Wielkie                          | [ 15 ] |
| 2009/2010 | Błękitni Lubno                   | Pogoń Skwierzyna                           | [ 16 ] |
| 2008/2009 | Piast Karnin                     | Warta Słońsk                               | [ 17 ] |
| 2007/2008 | Pogoń Skwierzyna                 | Odra Górzyca, LZS Bobrówko, Błękitni Lubno | [ 18 ] |
| 2006/2007 | Leśnik Rąpin                     | Stal Sulęcin                               | [ 19 ] |
| 2005/2006 | Błękitni Dobiegniew              | brak                                       | [ 20 ] |
| 2004/2005 | Orzeł Międzyrzecz                | Ilanka Rzepin                              | [ 21 ] |
| 2003/2004 | GKP Gorzów Wielkopolski          | brak                                       | [ 22 ] |